# Красная книга Псковской области
Красная книга Псковской области — официальный документ, содержащий свод сведений о состоянии, распространении, мерах охраны редких и находящихся под угрозой исчезновения видов (подвидов, популяций) диких животных, дикорастущих растений и других организмов, обитающих (произрастающих) на территории (акватории) Псковской области.

## Издания
Первое издание вышло в 2014 году и включает 390 видов растений, грибов и животных (в том числе 155 — высших растений, 36 — мохообразных, 16 — водорослей, 24 — грибов, 26 — лишайников, 46 — насекомых, 3 — рыб, 3 — амфибий, 2 — рептилий, 64 — птиц и 15 — млекопитающих).
Критерии и категории статуса редкости видов соответствуют принятым в Красной книге Российской Федерации:
- 0 — вероятно исчезнувшие;
- 1 — находящиеся под угрозой исчезновения;
- 2 — сокращающиеся в численности;
- 3 — редкие;
- 4 — неопределенные по статусу;
- 5 — восстановленные и восстанавливающиеся.